# SS Conte Verde
Conte Verde a fost un transatlantic italian activ la începutul secolului al XX-lea, care a efectuat curse între Europa și America de Sud sau Asia de Est.
Numele său a fost ales în cinstea lui Amadeu al VI-lea (1334-1383), conte de Savoia, așa-numitul „conte verde”. Nava a ieșit din șantierul naval William Beardmore and Company din Dalmuir (Scoția) în aprilie 1923 și era un transatlantic de 18.761 tone registru brut (GRT), care fusese comandat de compania italiană de transport maritim Lloyd Sabaudo Line din Genova. Spațiile de cazare de clasa I aveau o capacitate de 450 de pasageri, cele de clasa a II-a aveau o capacitate de 200 de pasageri și cele de clasa a III-a (cabinele pentru emigranți) puteau adăposti 1.780 de pasageri. La bordul navei se mai aflau 400 de membri ai echipajului. Nava avea 10 punți. Designul interior al încăperilor publice a fost proiectat în stiluri clasice italienești de lux: saloanele de clasa I au fost decorate de artiști și meșteri italieni din Florența, peretele scării principale conținea o pictură mare a lui Cavalieri, biblioteca era proiectată în stil renascentist toscan și avea vitralii și un tavan pictat, iar celelalte saloane erau bogat decorate, amintind de splendoarea interiorului unui palat italian. Nava ei soră era SS Conte Rosso.

## Linia transatlantică a companiei Lloyd Sabaudo
Nava a pornit în prima ei călătorie de la Genova la Buenos Aires pe 21 aprilie 1923. A început să navigheze către New York pe 13 iunie 1923. Una dintre cele mai faimoase călătorii a fost cea în care a adus echipele naționale de fotbal ale României, Franței, Belgiei și Braziliei în Uruguay pentru a participa la Campionatul Mondial de Fotbal din 1930. Echipa României s-a îmbarcat la Genova în 21 iunie, delegația franceză (inclusiv președintele FIFA, Jules Rimet, care transporta trofeul în valiza sa, și arbitrii europeni John Langenus, Henri Christophe și Thomas Balvay) s-a îmbarcat la Villefranche-sur-Mer, echipa belgiană s-a îmbarcat la Barcelona, iar, după traversarea Oceanului Atlantic, echipa braziliană s-a îmbarcat la Rio de Janeiro. Nava a ajuns la Montevideo la 4 iulie 1930. Alte vedete care au călătorit cu Conte Verde au fost Feodor Șaliapin, cântăreț de operă rus, Josephine Baker, dansatoare americană, Fosco Maraini, specialist italian în studii tibetane și japoneze, precum și fotograf și alpinist, și Dacia Maraini, scriitoare italiană. Giovanni Giotta, proprietarul unei celebre cafenele din San Francisco, Caffe Trieste, fondată în 1956, a fost membru al echipajului navei.

## Linia extrem-orientală a companiei Lloyd Triestino

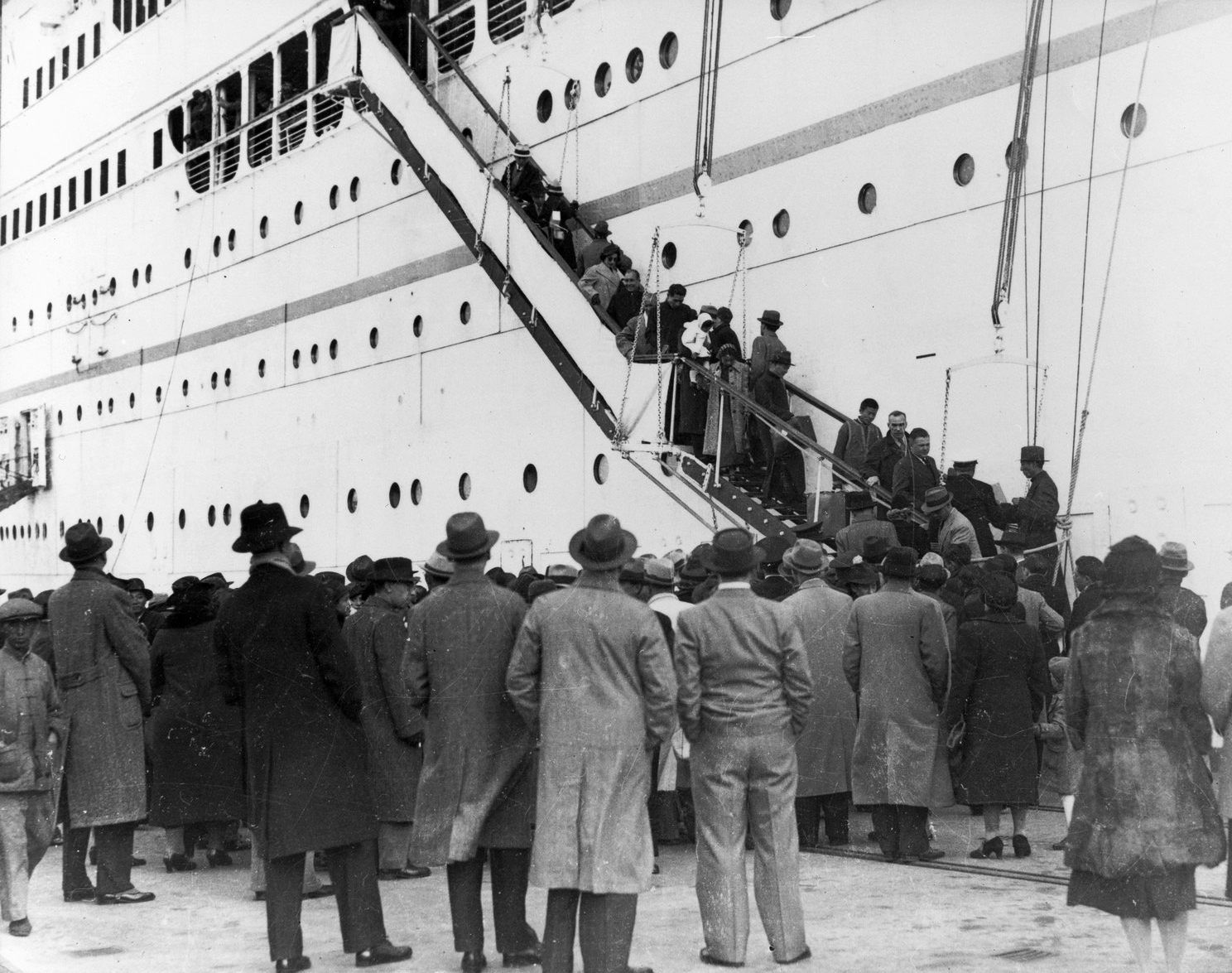
Refugiați evrei din Austria coborând de pe nava Conte Verde la Shanghai (14 decembrie 1938)

După achiziționarea ei de către Italian Line în 1932, nava a fost folosită de compania Lloyd Triestino (contractată, de asemenea, de Italian Line) pentru navigația pe ruta Trieste-Shanghai prin Suez, Bombay, Colombo, Singapore și Hong Kong cu o durată de 24 de zile. Pentru a putea fi folosită pe acest traseu, ea a trebuit să fie complet renovată. Capacitatea spațiilor de cazare de clasa I, a II-a și a III-a au fost reduse la 250, 170 și respectiv 220 de pasageri, pentru a permite amenajarea unor spații mai largi. În anul 1936 nava Conte Verde a transportat echipa olimpică a Chinei la Jocurile Olimpice de Vară din 1936, care au avut loc la Berlin.
La 1 septembrie 1937, Conte Verde s-a ciocnit cu pachebotul Asama Maru al companiei japoneze Nippon Yusen Kaisha (NYK) într-un taifun violent care a avut loc la Hong Kong. Pachebotul italian naviga de-a lungul țărmului Capului Collinson, iar Asama Maru se afla în partea de nord a golfului Chai Wan. Activitatea de aducere pe linia de plutire a navei Conte Verde a durat o lună, iar aducerea pe linia de plutire a navei Asama Maru a durat o jumătate de an.
Din 1938 până în 1940 cele patru nave ale companiei Lloyd Triestino au adus la Shanghai un număr mare de refugiați evrei din Germania și Austria. Persecuția nazistă s-a intensificat mai ales după Noaptea de cristal din 9 noiembrie 1938. Numărul refugiaților a crescut dramatic pe măsură ce navele maritime au devenit bărcile lor de salvare. În total, un număr de 17.000 de refugiați evrei au călătorit către Shanghai cu navele Lloyd Triestino. Călătoria refugiaților cu navele transoceanice italiene a fost suspendată pe 10 iunie 1940, când Italia a declarat război Franței și Marii Britanii. Operațiunile maritime ale navelor de linie a fost suspendată pe termen nedefinit, iar Conte Verde a fost reținută la Shanghai.

## Navă pentru schimb de prizonieri
În decembrie 1941 Japonia a declarat război Aliaților. În mai 1942 Japonia și SUA au convenit să facă un schimb de diplomați și de alți cetățeni, navlosind în acest scop trei nave: Conte Verde (cunoscută sub numele de Teikyo Maru în perioada navlosirii), Asama Maru și Gripsholm. Conte Verde (cu 600 de prizonieri americani) și Asama Maru (cu 900 de prizonieri americani) au fost trimise de Japonia, iar Gripsholm (cu 1.500 de prizonieri japonezi) de SUA. Cele trei nave s-au întâlnit în portul neutru Lourenco Marques (aflat azi în Mozambic), unde, pe parcursul a patru ore, au făcut schimbul de prizonieri, și s-au întors în portul de plecare. Conte Verde și Asama Maru au fost ancorate la Yokohama, unde au așteptat începerea celei de-a doua călătorii de schimb, dar negocierile dintre Japonia și SUA s-au întrerupt. Conte Verde a părăsit portul Yokohama în septembrie 1942 și s-a întors la Shanghai.

## Scufundarea
Ca urmare a Armistițiului încheiat de Italia cu Aliații în anul 1943, nava Conte Verde a fost sabordată (scufundată intenționat) la Shanghai de echipajul său italian pentru a preveni confiscarea ei de către forțele japoneze, împiedicând astfel navele să pătrundă sau să părăsească șantierul naval japonez până când a fost scoasă la suprafață în iulie 1944. Ea a fost bombardată și scufundată de un bombardier cvadrimotor B-24 din Escadronul 373 Bombardiere la 8 august 1944, fiind apoi scoasă la suprafață și reparată încă o dată, redenumită Kotobuki Maru, transformată într-o navă de transport a trupelor și remorcată în iunie 1945 la Maizuru, un oraș portuar din nordul prefecturii Kyoto, unde a fost grav avariată în urma raidului aviatic din 25 iulie 1945 și a fost în cele din urmă casată în anul 1949.

## Vezi și
- Augustin Chantrel
- Henri Christophe (arbitru)
- John Langenus
- Thomas Balvay
- Campionatul Mondial de Fotbal din 1930